# Mădăras
Mădăras je rumunská obec v župě Bihor. Žije zde přibližně 3 000 obyvatel. Obec leží na západě Rumunska a její území sousedí s Maďarskem. Skládá se ze čtyř částí.

## Části obce
- Mădăras – 990 obyvatel
- Homorog – 751 obyvatel
- Ianoșda – 1 004 obyvatel
- Mărțihaz – 269 obyvatel